# آلون إن ذا دارك 2
آلون إن ذا دارك 2 (بالإنجليزية: Alone in the Dark 2)‏ ، هي لعبة فيديو من نوع رعب البقاء، أنتجت سنة 1993م، وصدرت في نظام بلاي ستيشن للمرة الأولى سنة 1996م.

## وصلات خارجية
- آلون إن ذا دارك 2 على موقع IMDb (الإنجليزية)

- آلون إن ذا دارك 2 على موبي غيمز